# 許涵度
許涵度（1851年—1913年），直隸清苑縣（今河北省清苑縣）人，清朝政治人物、同進士出身。
祖籍绍兴马鞍山，曾祖、祖父、父辈均为师爷。其父游幕直隶，遂占籍清苑县。同治十二年（1873年），许涵度与兄许涵敬於同举於乡。光緒二年（1876年），許涵度登進士。光緒五年，任鳳台縣知縣。光緒十一年（1885年），任忻州直隸州知州。
光緒二十五年，升任潞安府知府。次年，任太原府知府。光緒二十六年，任山西冀甯道。光緒二十六年，改任陝西延榆道。光緒二十八年，任湖北武昌鹽法道。同年升任陝西按察使。光緒二十九年，改任四川布政使。光緒三十四年，任陝西布政使。
此后调四川布政使，期间筹办四川通省农业学堂（四川农业大学前身）。宣统元年（1909年）辞职，隐居天津马场道。